# Martin Milec
Martin Milec, slovenski nogometaš, * 20. september 1991, Maribor.
Milec je člansko kariero začel v klubu NK Aluminij v slovenski prvi ligi leta 2008, od leta 2014 pa je član kluba Standard Liège.
Igral je za slovenski reprezentanci do 19 in 21 let, za slovensko člansko reprezentanco pa je debitiral 14. avgusta 2013 na prijateljski tekmi proti finski reprezentanci v Turkuju.